# 孫登雲
孫登雲（16世紀—17世紀），山東濟南府長山縣人，明朝政治人物。

## 生平
孫登雲個性孝友，在萬曆四十六年（1618年）中舉人，授日照教諭，陞武邑知縣，在當地裁減冗員、剔除庫弊，又嚴禁收受賞錢、代賠俵馬雜役、處理獄事平允，因忤逆上級而致仕，家中沒有多餘錢財，但依然為他人周濟，饑荒時救活不少族人。

## 引用
1. 1 2  嘉慶《長山縣志·卷七·人物志一》：孫登雲，性孝友，領萬歷戊午鄉薦，由日照諭陞武邑知縣，裁冗役、剔庫弊，嚴禁包封、代賠俵馬、鞠獄允當、編審公平，忤上官致仕，家無贏資而周急不怠，歲祲時族人客戶存活甚眾。